# Masaot/Clocks without Hands
Masaot/Clocks without Hands est une œuvre pour orchestre composée par Olga Neuwirth en 2013.

## Histoire
En 2010, l'Orchestre philharmonique de Vienne souhaite commander une œuvre à Olga Neuwirth pour le centième anniversaire de la mort de Gustav Mahler. Elle ne peut accepter la commande, mais garde l'idée de composer une pièce qui dialogue avec l'œuvre de Mahler. Le titre de cette œuvre est un mot hébreu signifiant « voyage », en hommage à la judéité de Mahler, et un groupe de mots anglais signifiant « horloges sans aiguilles ».
La compositrice a elle-même expliqué sa démarche et la deuxième partie du titre :

« On peut voir Masaot/Clocks without Hands comme une réflexion poétique sur la manière dont les souvenirs s'évanouissent. La pièce combine des fragments récurrents de mélodies qui viennent d'endroits très différents et d'expériences tirées de la vie de mon grand-père. C'est un « courant de souvenirs mis en forme ». La compositions développe une « grille » dans laquelle des fragments de chansons résonnent et se recombinent. Simultanément, un « objet musical », inspiré des battements de métronome, rend le temps audible et perceptible. Tout à fait comme un manège qui tourne, ces battements de métronome apparaissent et disparaissent. Mais à la différence d'un manège, ils ne restent pas identiques, ils changent à chaque fois à travers un léger décalage du contexte et la superposition de plusieurs tempi. À travers ce « tic-tac du métronome », à travers cette pulsation du temps régulée depuis l'extérieur, le temps lui-même devient un royaume subjectivement intemporel de l'inconscient. À la fin, le temps paraît se dissoudre : des horloges sans aiguilles. »

L'œuvre est créée au Musée Ludwig de Cologne par l'Orchestre philharmonique de Vienne sous la direction de Daniel Harding, le 6 mai 2015.
Elle est interprétée par le BBC Scottish Symphony Orchestra sous la direction de Matthias Pintscher le 28 avril 2017 et par l'Orchestre philharmonique de Radio France sous la direction de Maxime Pascal le 25 novembre 2022 
Sa durée d'exécution est d'à peu près 25 minutes.